# Amber Neben
Amber Neben (Irvine, Califòrnia, 18 de febrer de 1975) és una ciclista estatunidenca professional des del 2002, actualment a l'equip Team Virtu Cycling. Ha obtingut nombroses victòries entre la que destaca els Campionat del món en contrarellotge de 2012 i 2016.

## Palmarès
- 2000
  - 1a a la San Dimas Stage Race
- 2001
  - 1a a la Cascade Cycling Classic i vencedora de 2 etapes
  - Vencedora d'una etapa a la Women's Challenge
- 2002
  - 1a a la Gracia Orlová i vencedora d'una etapa
- 2003
  -  Campiona dels Estats Units en ruta
  - 1a al Tour del Gran Mont-real
  - Vencedora d'una etapa a la Gracia Orlová
- 2004
  - 1a al Tour de Gila i vencedora d'una etapa
  - Vencedora d'una etapa al Giro de Toscana-Memorial Michela Fanini
- 2005
  - 1a al Tour de l'Aude i vencedora d'una etapa
- 2006
  - Medalla d'or als Campionats Panamericans en contrarellotge
  - 1a a la Redlands Bicycle Classic
  - 1a al Tour de l'Aude
- 2007
  - 1a a la Ruta de França i vencedora d'una etapa
  - 1a a la Redlands Bicycle Classic
- 2008
  -  Campiona del Món en contrarellotge
  - 1a al Tour de l'Ardecha
- 2009
  - Vencedora d'una etapa al Giro d'Itàlia
  - Vencedora d'una etapa a la Gracia Orlová
- 2010
  - 1a al Memorial Davide Fardelli
  - Vencedora d'una etapa a la Volta a Nova Zelanda
- 2011
  - 1a al Crono de les Nacions-Les Herbiers-Vendée
  - 1a a la Redlands Bicycle Classic
  - 1a a la San Dimas Stage Race i vencedora d'una etapa
  - 1a al Nature Valley Grand Prix
  - 1a a l'Open de Suède Vårgårda TTT
  - 1a al Gran Premi Stad Roeselare
- 2012
  -  Campiona del Món en contrarellotge per equips
  - Medalla d'or als Campionats Panamericans en contrarellotge
  -  Campiona dels Estats Units en contrarellotge
  - 1a al Crono de les Nacions-Les Herbiers-Vendée
  - 1a a l'Open de Suède Vårgårda TTT
  - Vencedora de 2 etapes a la Volta a El Salvador
- 2014
  - Vencedora d'una etapa a la San Dimas Stage Race
- 2015
  - 1a a la San Dimas Stage Race i vencedora d'una etapa
- 2016
  -  Campiona del Món en contrarellotge
  - 1a a la Chrono Gatineau
  - 1a a la Ruta de França i vencedora de 2 etapes
- 2017
  -  Campiona dels Estats Units en ruta
  -  Campiona dels Estats Units en contrarellotge
  - Vencedora d'una etapa al Redlands Bicycle Classic
- 2018
  - Campiona als Campionats Panamericans en contrarellotge
  -  Campiona dels Estats Units en contrarellotge
  - 1a a la Chrono Gatineau
  - 1a a la Chrono Kristin Armstrong
- 2019
  -  Campiona dels Estats Units en contrarellotge
- 2023
  - Campiona als Campionats Panamericans en contrarellotge
- 2024
  - Campiona als Campionats Panamericans en contrarellotge